# Straßenbahn Mailand–Limbiate
Die Straßenbahn Mailand–Limbiate war eine italienische Überlandstraßenbahn in der Region Lombardei. Sie verband die Großstadt Mailand mit den nördlichen Vororten bis zur Endhaltestelle in Limbiate. Ihre Trasse verlief neben der Straße Comasina, der früheren Staatsstraße 35.
Am 30. September 2022 wurde der Betrieb eingestellt und durch parallelen Busverkehr ersetzt.

## Geschichte
Das erste Teilstück der späteren Straßenbahnstrecke wurde 1882 als Pferdebahn von der Società Anonima degli Omnibus (SAO) zwischen Mailand und dem Vorort Affori eröffnet.
Schon nach wenigen Jahren galt die pferdebetriebene Bahn als veraltet: deshalb übernahm 1900 die Edison-Gesellschaft die Konzession für den Betrieb der Strecke und ließ sie elektrifizieren.
1915 wurde die Strecke von Affori entlang der Straße Comasina nach Varedo verlängert; 1920 ging eine weitere Verlängerung von Varedo nach Limbiate in Betrieb.
Von 1919 wurde die Bahn von der neugegründeten Edison-Tochtergesellschaft STEL betrieben. Dies dauerte bis 1939 an, als das gesamte Netz der Überlandstraßenbahnen der STEL in die städtische Verkehrsgesellschaft ATM aufging. Später wurde sie von dieser als Linie 179 bezeichnet, hatte jedoch keine Gleisverbindung zum städtischen Straßenbahnnetz und wurde mit speziellen Zweirichtungsfahrzeugen betrieben.
Nach dem Zweiten Weltkrieg zeigten sich immer mehr die Probleme der Koexistenz der Überlandstraßenbahn auf Fernstraßen mit schnell wachsendem Kfz-Verkehr. Auch wenn die meisten von ihnen auf Omnibusbetrieb umgestellt wurden, war diese Maßnahme für die stark befahrenen Linien, darunter auch die Mailand–Limbiate, nicht möglich. Deshalb entschloss die ATM in den 1960er Jahren, die Straßenbahn durch eine völlig neu trassierte Schnellbahn („Brianza-Schnellbahn“) zu ersetzen; diese wäre dank Hochbahn- bzw. Tunnelabschnitten völlig unabhängig vom Individualverkehr gewesen.
Trotz einigen Trassenfreihaltungen und Bauvorleistungen, darunter der viergleisig angelegte U-Bahnhof Garibaldi FS der U-Bahn-Linie 2, als zukünftige Endstation der neuen Schnellbahn vorgesehen, wurde das Projekt wegen fehlenden Finanzierungen nicht realisiert. Auch die Pläne eines partiellen zweigleisigen Ausbaus konnten bis heute nicht verwirklicht werden, weil einige der von der Linie bedienten Gemeinden eine Verlängerung der U-Bahn-Linie 3 bevorzugten.
Von Mai bis Oktober 2012 war der Betrieb eingestellt, um die Strecke an Sicherheitsanforderungen anzupassen. Danach fuhr die Straßenbahn zunächst nur montags bis freitags, später auch sonnabends. Von Juni bis September 2017 ruhte der Verkehr erneut und wurde danach nur zu den morgendlichen und abendlichen Spitzenstunden, nicht an Sonn- und Feiertagen, wieder aufgenommen.
Nach der Einstellung des Betriebs durch die ATM am 30. September 2022 soll der Streckenabschnitt von Mailand bis Varedo mit Vorrang saniert werden. Der restliche Abschnitt durch die Gemeinden Cormano, Paderno Dugnano, Senago, Varedo und Limbiate soll nachrangig saniert werden. Eine Wiederinbetriebnahme ist aufgrund der verteilten Zuständigkeiten nicht gewiss.